# Extensible Authentication Protocol
Extensible Authentication Protocol（拡張認証プロトコル：EAP：イーエーピー，イープ）は認証プロトコルの一つであり、各種の拡張認証方式を利用するための手続きをまとめたものである。主にPPPやイーサネットなどのデータリンク層での認証に利用される。実際に利用する認証方式についてはきわめて多岐に渡り、各メーカーによる独自拡張も許されている。

## 代表的な認証方式
EAP-MD5
ユーザー名とパスワードによる認証だが、平文を流さないためにMD5ハッシュを用いる。クライアント側のみ認証される。
EAP-TLS (Transport Layer Security)
サーバ、クライアント双方に電子証明書を準備し、これによって認証を行う。Transport Layer Securityのサーバー認証・クライアント認証の仕組みを用いる。
EAP-TTLS (Tunneled TLS)
サーバ側にのみ電子証明書を準備してサーバ認証済みのTLS通信路を構築し、その暗号化通信路を通してパスワードによるクライアント認証を行う。
EAP-PEAP (Protected EAP)
サーバ側にのみ電子証明書を準備してサーバ認証済みのTLS通信路を構築し、その暗号化通信路を通してさらにEAP通信を行い、クライアントを認証する。この際クライアントの認証はパスワードやキートークンなど、電子証明書以外の認証手段を利用する事が一般的である。

## 利用例
EAPはLANにおけるユーザー認証の規格であるIEEE 802.1Xに採用されている。
特に無線LANにおいては、電波を通信媒体としている為に無断利用が問題視されており、この解決方法としてIEEE 802.11i等の規格に採用された。

## 画廊

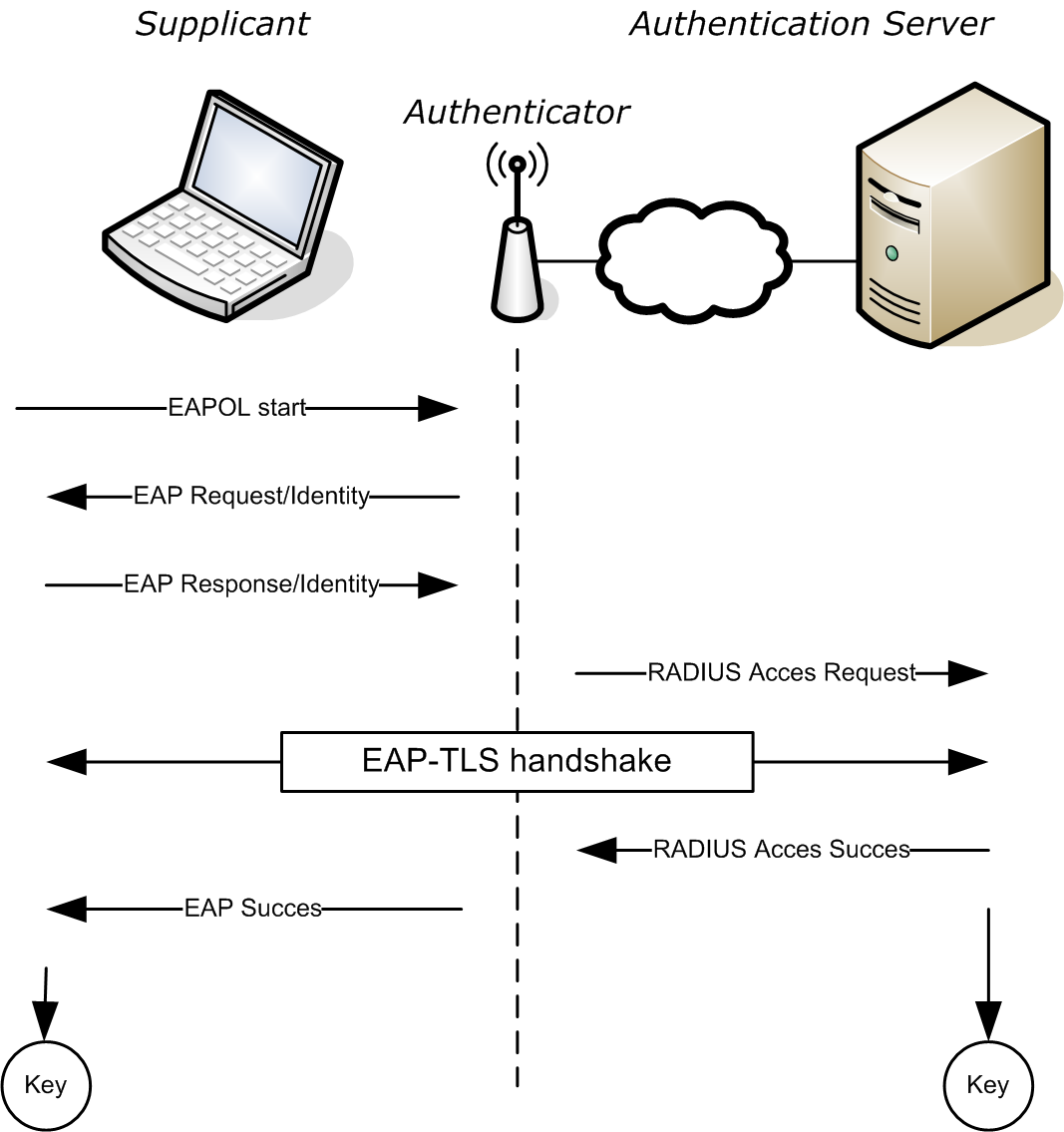
EAP handshake
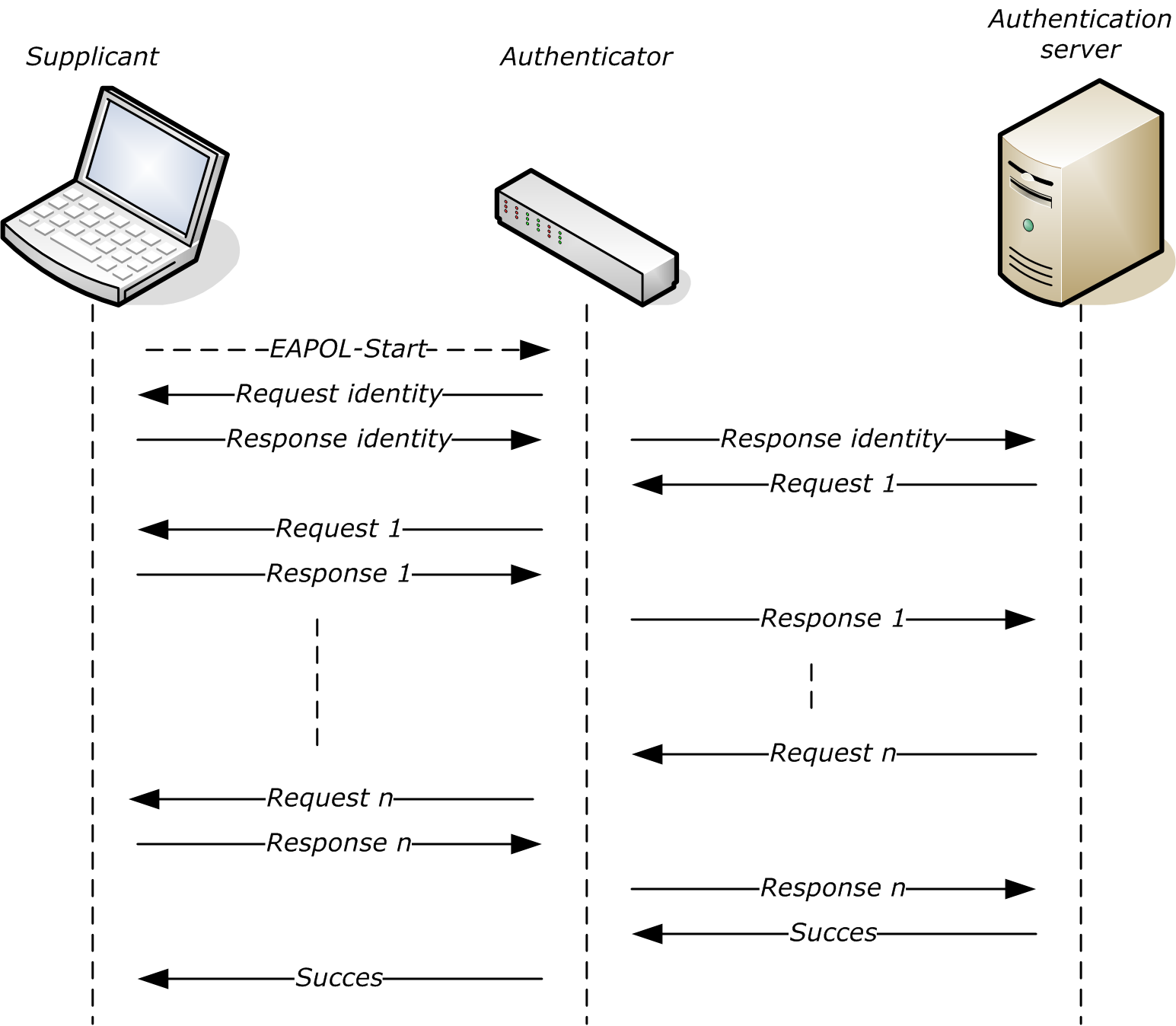
EAP message flow
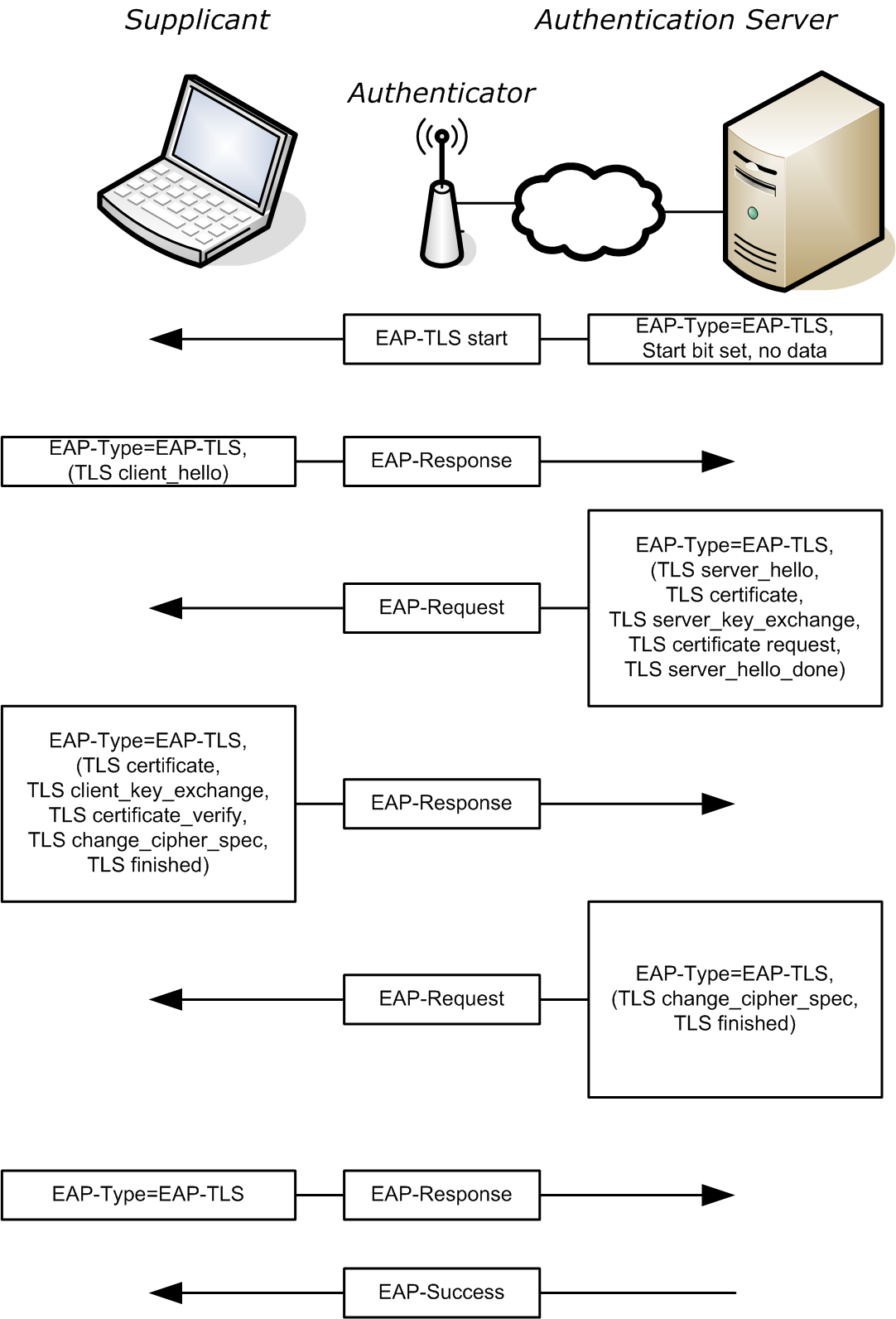
EAP-TLS handshake
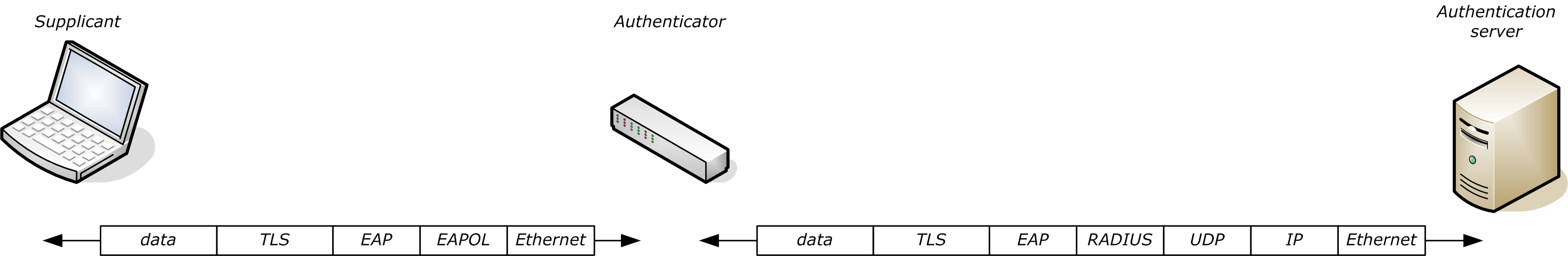
EAP-TLS stack
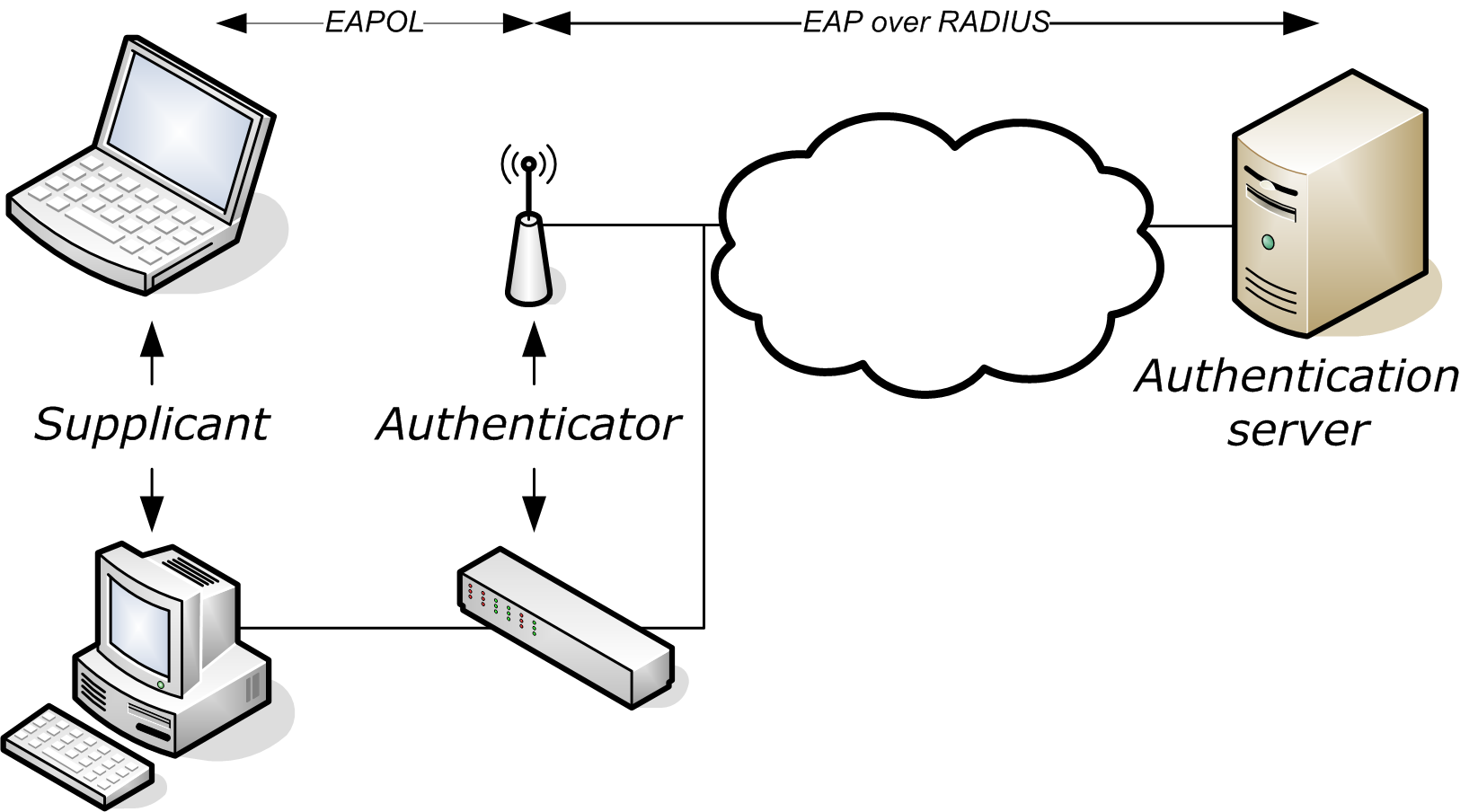
Wat is EAP